# Александр II (царь Кахетии)
Александр II (груз. ალექსანდრე; 1527 — 12 марта 1605) — царь Кахети (1574—1601, 1602—1605), сын кахетинского царя Левана от первого брака с Тинатин Гуриели. Из династии Багратионов.

## Борьба Ирана и Османской империи за лидерство в Закавказье
Стремился проводить осторожную политику, маневрируя между боровшимися за контроль над Закавказьем державами — Османской империей и Ираном (см. Ирано-турецкие войны), также стремился к союзу с Русским царством.
В 1578 году признал себя вассалом Османской империи. Для усиления обороны страны стремился восстановить города-крепости и укрепленные монастыри, закупал в Москве вооружение. При Александре II расширились торговые связи Кахетии с другими странами.
Несмотря на сложную внешнеполитическую ситуацию во время царствования Александра II развивались города (особенно Греми, Дзегами), сельское хозяйство. Были установлены торговые отношения с европейскими и азиатскими странами (экспортировалось: шёлк, вино, грецкие орехи, пряности).
По восшествии на престол объявил себя вассалом Ирана, но с 1578 года — Османской империи. Османскую империю не устраивала вассальная зависимость Кахетии и она подстрекала зависимые от неё племена горцев, которые наносили огромный урон Кахетии. Царь видел выход из создавшейся ситуации в связях с Россией.
В 1587 году был оформлен грузино-российский союз. В 1589 году получил от царя России официальное подтверждение о поддержке. Сближение России и Кахетии тревожило Иран, хотя в борьбе с Османской империей он надеялся на поддержку России. Пытаясь расшатать трон царя Александра II, иранский шах устраивал заговоры.
В октябре 1601 года сын Александра II Давид вынудил отца постричься в монахи и объявил себя царём Кахетии. Через один год 2 октября 1602 года Давид скоропостижно скончался, и Александр II вернулся к царствованию Кахетией.
В ноябре 1603 года шах Аббас I с войсками подошёл к Еревану и назначил встречу с царями Картли и Кахети. Долгое время Александр II избегал встречи, но в апреле 1604 года встреча произошла. До 1605 года царь Александр II оставался при дворе шаха Аббаса I. Получив приказание взять Ширван, шах отправил с царём войско кизылбашей, а также взращённого при дворе шаха и принявшего ислам сына Константина-мирзу.
Вернувшийся в Кахетию Александр II узнал, что русское войско, выполняя союзные обязательства, пошло в поход на Шамхалат. Русские послы безуспешно пытались уговорить Кахетию как союзника оказать поддержку со своей стороны. Несмотря на настойчивые требования Константина-мирзы, Александр II не спешил идти в поход и на Ширван.

## Заговор и убийство царя Александра II
С началом очередной войны Ирана с Турцией в 1603 году заключил союз с Ираном и признал себя вассалом шаха Аббаса I. Войска Кахетии принимали участие в войне на стороне Ирана, в частности в осаде Ереванской крепости.
12 марта 1605 года в царском дворце в г. Дзегами по приказу Константина-мирзы были умерщвлены Александр II, царевич Георгий и присутствующие на собрании кахетинские дворяне (по подстрекательству Аббаса I).

## Семья
Был женат первым браком на Тинатин, дочери князя Бардзима Амилахвари, в этом браке родились:
- Ираклий (ум. 1589), был женат на дочери черкесского князя
- Давид I, царь Кахети (1601—1602)
- Георгий (ум. 1605)
- Константин I, царь Кахети (1605)
- Антон
- Ростом
- Нестан-Дареджан, царевна, была замужем за владетелем Мегрелии Манучаром I Дадиани.
- Анна, была замужем за Багратом VII, царем Картли (1616 −1619)
- дочь, была замужем за персидским царевичем Хамза-Мирзой.

Вторым браком был женат на некой Тамаре, в этом браке родился Иовел.

## Образ в культуре
- 1983 — «Клятвенная запись» (СССР); в роли царя — Тенгиз Арчвадзе.